# Platidlo

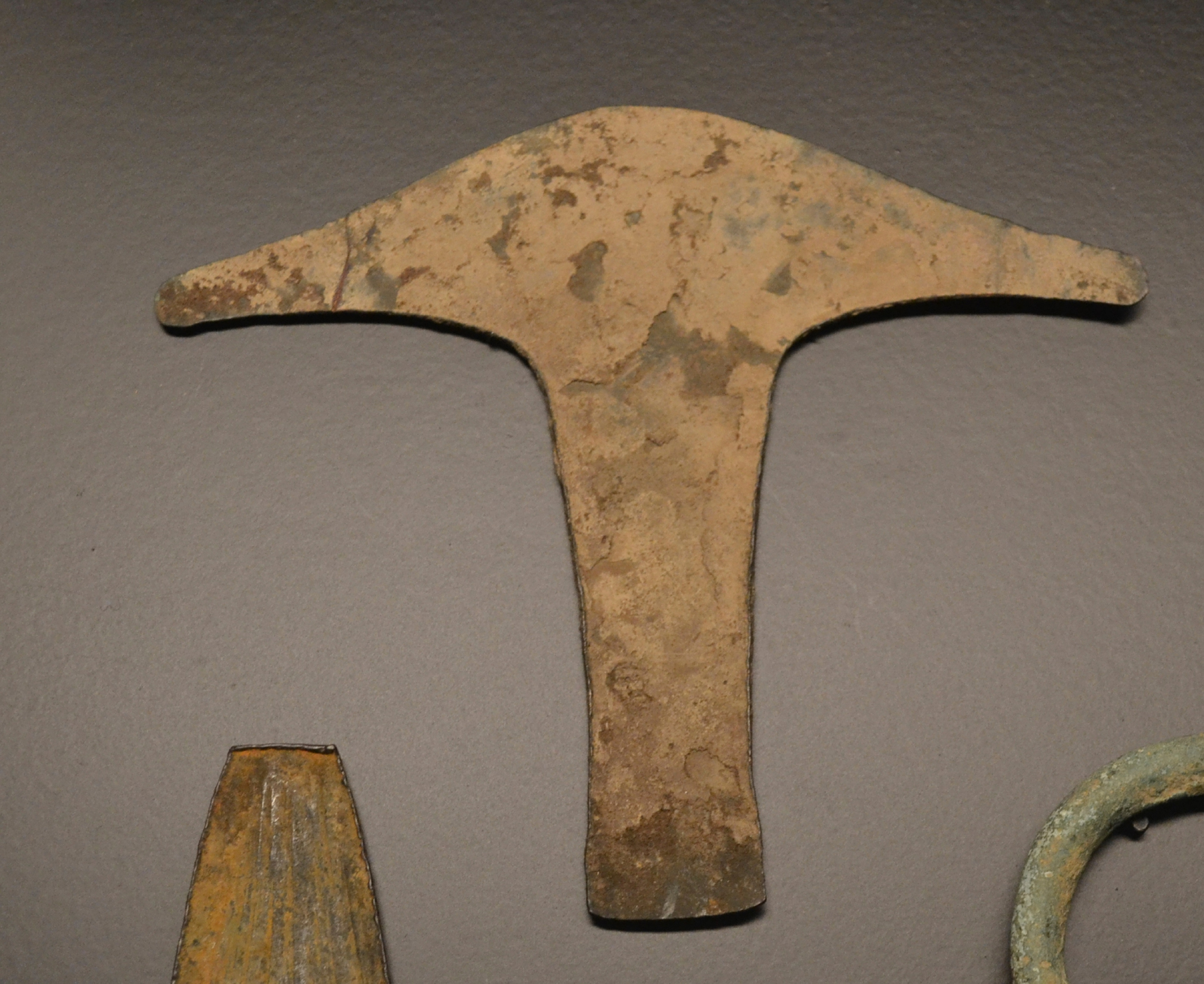
Platidlo ve tvaru sekery z předkolumbovské Ameriky.

Platidlo je obecně jakýkoliv obvykle užívaný prostředek směnného obchodu. V různých kulturách tuto úlohu mohly v minulosti plnit například kamínky určitých nerostů, mušle, pírka aj., poté například barevné a drahé kovy, které později dostaly standardizovanou podobu co do tvaru a hmotnosti (hřivny, pruty, mince), z nichž se jako nejpraktičtější ukázaly mince.
Přestože historicky (a někdy i dnes) mohly být platidlem i zemědělské produkty (naturálie), v současnosti v drtivé většině jako platidlo převládají peníze.

## Zajímavosti
- České slovo platidlo pochází z plátěných šátečků, které na českém území tuto úlohu plnily kolem roku 1000, a o kterých podává zprávy například Ibráhím ibn Jákúb.
- Pravděpodobně největším platidlem jsou kamenné skulptury ve tvaru prstenu, až 2,5 m v průměru, na mikronéském ostrově Yap.
- Jedním z nejúspěšnějších a současně nejdéle platícím platidlem byly talley sticks – dlouhé klacíky z vyhlazeného dřeva používané v Anglii za dob Jindřicha I. od 12. století k placení daní. Talley sticks měly po jedné straně vyřezány nebo vypilovány vroubky, které ukazovaly denominaci (postupné znehodnocování). Poté, co vroubky vyplnily celou délku klacíku, byl tento rozštípnut podélně tak, aby vroubky byly patrné na obou polovinách. Jednu polovinu si král nechal jako opatření proti padělání, druhou vynaložil do ekonomie tehdejší společnosti a tato polovina byla v oběhu coby platidlo.
- U systému LETS, Ithaca Hours a některých dalších doplňkových měn je platidlem poukaz na 1 hodinu práce vůči druhé straně obchodu.
- V knize TMA Ondřeje Neffa se mezi lidmi několik dnů po kolapsu ekonomiky jako platidlo uplatní masové konzervy. (Tento příklad není skutečný, ale ilustruje, jak rychle může být platidlo změněno na jiné, které lépe vyhovuje aktuálním potřebám komunity.)